# Bugsy Siegel
Benjamin Siegel, comunemente noto col soprannome di Bugsy, nato Benjamin Hymen Siegelbaum (New York, 28 febbraio 1906 – Beverly Hills, 20 giugno 1947), è stato un mafioso statunitense, legato al cosiddetto "Sindacato ebraico".

## Biografia
Siegel nacque a Williamsburg, un quartiere di Brooklyn (New York), il 28 febbraio 1906, secondogenito di cinque figli, in una povera famiglia ebraica ashkenazita originaria di Letyčiv, in Podolia (all'epoca un governatorato dell'Impero russo, poi diventata parte dell'Ucraina), sebbene altre fonti menzionino l'Austria quale luogo d'origine della sua famiglia . Da ragazzo Siegel si unì ad una banda di strada del Lower East Side, che imponeva il pagamento della "protezione" ai commercianti ebrei ed era dedita ai furti.
Nel 1918 Siegel incontrò il giovane Meyer Lansky, con cui passò al servizio del gangster ebreo Arnold Rothstein insieme a Lucky Luciano, Dutch Schultz e Jack "Legs" Diamond, con cui si occupò del contrabbando di alcolici e stupefacenti. Nel 1926 Siegel venne arrestato per aver stuprato una donna, ma Lansky la costrinse a non testimoniare, facendolo rilasciare. Fu in questo periodo che Siegel venne coinvolto nel gioco d'azzardo e nei furti d'auto per conto della banda di Lucky Luciano e Meyer Lansky. Nel 1931, come sicario, Siegel prese parte all'assassinio del boss Joe Masseria, organizzato da Luciano.
Nel 1937 la «Commissione», cioè il consiglio direttivo della Cosa nostra statunitense, inviò Siegel in California per cercare di sviluppare il racket del gioco d'azzardo insieme a Jack Dragna, capo della Famiglia di Los Angeles. Siegel scelse il gangster ebreo Mickey Cohen come suo luogotenente e, attraverso lui, iniziò a controllare il gioco d'azzardo, che avveniva su navi al largo di Los Angeles, e il traffico degli stupefacenti. Siegel frequentò anche gli ambienti mondani di Hollywood, divenendo buon amico dell'attore George Raft e si concesse numerose avventure extraconiugali, tra cui una ex prostituta di nome Virginia Hill. Nel 1939 Siegel venne arrestato per l'omicidio del gangster ebreo Harry Greenberg, che era diventato un informatore della polizia, ma venne assolto l'anno successivo.
Nel 1945 Siegel ottenne finanziamenti dai boss delle Famiglie della East Coast per la costruzione di un hotel-casinò, il Flamingo, nel deserto del Nevada, nel sito che diverrà famoso in futuro come Las Vegas. Il progetto fu inizialmente preventivato a un milione e mezzo di dollari ma alla fine arrivò a costarne sei. Virginia Hill, l'amante di Siegel, si appropriò di parte del denaro, depositandolo segretamente in una banca svizzera; Siegel inaugurò il casinò il 26 dicembre 1946, mentre i lavori erano ancora in esecuzione, e non riuscì a dare garanzie economiche ai boss perché il Flamingo chiuse nuovamente per ultimare i lavori fino al marzo 1947. Virginia Hill fuggì a Parigi con la restante parte del denaro che Siegel avrebbe dovuto restituire ai boss. 
La «Commissione» decretò la morte di Siegel: il 20 giugno 1947, un sicario sparò a Siegel con una carabina M1 attraverso una vetrata della sua sontuosa villa di Beverly Hills, colpendolo in testa; la pallottola gli trapassò il cranio fuoriuscendo da un occhio e lo uccise sul colpo.
Dopo la morte di Siegel, Virginia Hill restituì il denaro del Flamingo.

## Influenza sui media
- Nel 1976, Alan Parker girò Piccoli gangsters, un film interpretato tutto da attori bambini, tra cui una giovanissima Jodie Foster. Il film era un musical basato sulla figura del gangster e il titolo originale era appunto Bugsy Malone.
- Tra i personaggi del film C'era una volta in America (1984), c'è un gangster ebreo di nome Bugsy (interpretato da James Russo). Viene ucciso dai giovani protagonisti, all'inizio della loro carriera malavitosa.
- Il film Bugsy (interpretato dall'attore Warren Beatty, e diretto da Barry Levinson) racconta l'ultima parte della vita di Siegel, a Hollywood.
- Bugsy Siegel ha ispirato il personaggio di Moe Greene nel romanzo Il padrino.
- Nel film L'impero del crimine, Siegel è interpretato dall'attore Richard Grieco.
- Nella serie televisiva statunitense Boardwalk Empire - L'impero del crimine, Bugsy Siegel viene impersonato dall'attore americano Michael Zegen.[12]
- Il fumetto italiano Dampyr edito dalla Sergio Bonelli Editore ha ripreso la figura di Bugsy Siegel facendone un vampiro.
- È citato dal rapper Snoop Dogg nella canzone "2 of Amerikaz Most Wanted" cantata insieme a Tupac Shakur.
- Nella serie TV Mob City, del 2013, Siegel è interpretato da Edward Burns.
- Il personaggio Benny del videogioco Fallout: New Vegas è ispirato a Siegel.
- È citato nella miniserie Hollywood.
- È citato nel romanzo di Ian Fleming Una cascata di diamanti.
- Nel film Lansky (2021), Bugsy Siegel è interpretato dall'attore David Cade.
- È citato nel romanzo di Michael Connelly Il dio della colpa.